# اچ‌ام‌اس ویندیکتیو (۱۹۱۸)
اچ‌ام‌اس ویندیکتیو (۱۹۱۸) (به انگلیسی: HMS Vindictive (1918)) یک کشتی بود که طول آن ۵۶۵ فوت (۱۷۲ متر) بود. این کشتی در سال ۱۹۱۸ ساخته شد.